# Malta Song for Europe 1993
Malta Song for Europe 1993 (Abkürzung: MSFE 1993) war die maltesische Vorentscheidung für den Eurovision Song Contest 1993, der in County Cork (Irland) stattfand, nachdem Linda Martin im Vorjahr mit ihrem Lied Why Me? den Eurovision Song Contest gewonnen hatte. Der Wettbewerb wurde von William Mangion mit dem Lied This Time gewonnen. Der Wettbewerb war auch als Festival tal-Kanzunetta Maltija għall-Ewropa 1993 bekannt.

## Prinzip
Insgesamt wurden 16 Beiträge von einer Fachjury ausgewählt, um in den Halbfinalen, welche am 11. und 12. März 1993 im Mediterranean Conference Centre stattfanden, teilzunehmen. Am 11. März wurden die Lieder auf Maltesisch vorgetragen und am 12. März auf Englisch. Hier wählte die Jury mit 100 % Stimmenanteil die acht Finalisten, die am 13. März antraten, um Maltas Beitrag für den Eurovision Song Contest zu ermitteln.
Alle Lieder wurden im Halbfinale und im Finale sowohl auf Englisch, als auch auf Maltesisch vorgetragen, jedoch wurde die englische Version des Siegertitels beim Eurovision Song Contest vorgezogen. Auf Englisch zu singen war vor 1999 nur Teilnehmerländern erlaubt, die Englisch als Amtssprache besaßen, darunter auch Malta.

### Halbfinale
Hier die Halbfinalisten, die am 11. und 12. März 1993 für einen Platz im Finale gegeneinander antraten:
| Startnr. | Interpret                          | Englischer Songtitel        | Maltesischer Songtitel   | Ungefähre Bedeutung im Deutschen |
| -------- | ---------------------------------- | --------------------------- | ------------------------ | -------------------------------- |
| 01       | Alexander Schembri                 | Woman                       | F’mument                 | Frau                             |
| 02       | Charles Dalla                      | Lingering Shadows of Love   | Leħnek smajt fis-skiet   | Verweilende Schatten der Liebe   |
| 03       | Moira Stafrace                     | Love Me Till the End        | In-nies li taf           | Lieb mich bis zum Ende           |
| 04       | Bayzo & Claudette Pace             | You Are My Music            | L’għanja ta ‘ħajti       | Du bist meine Musik              |
| 05       | Mike Spiteri                       | Roses, Stars and Love Songs | Ġmiel il-ward u l-mużika | Rosen, Sterne und Liebeslieder   |
| 06       | Godwin Lucas                       | Love’s Theme                | Fl-għanja mħabba         | Titelmelodie der Liebe           |
| 07       | Marita, Jon Lukas & Marthese Tanti | Love We Share               | Żommni u ghannaqni       | Liebe, die wir teilen            |
| 08       | Georgina                           | Why                         | Wieġeb int               | Warum                            |
| 09       | Mario Caruana                      | Just You and Me             | Int biss                 | Nur Du und Ich                   |
| 10       | Renato                             | Seems Like Yesterday        | Rajtek                   | Es wirkt wie gestern             |
| 11       | Back to Nature                     | Plastic Planet              | Dinja tal-plastic        | Plastikplanet                    |
| 12       | Dorothy Zammit                     | Why Is Love So Cruel        | Karnival ta’mħabba       | Warum ist Liebe so grausam       |
| 13       | Enzo Guzman                        | Too Deep to Tell            | Fil-jiem tad dell        | Zu tiefsinnig um es zu erzählen  |
| 14       | Freddie Portelli                   | Don’t Be Gone Away          | Kif inħares lejk         | Sei nicht fortgegangen           |
| 15       | Paul Giordimaina                   | One Voice One Heart         | B’vuċi waħda             | Eine Stimme Ein Herz             |
| 16       | William Mangion                    | This Time                   | Issa                     | Diesmal                          |

### Finale
Im Finale, das am 13. März 1993 stattfand, sangen zehn Künstler um den Sieg des Vorentscheids. Letztendlich wurde es von William Mangion mit dem Lied This Time gewonnen.
| Startnr. | Interpret                          | Englischer Songtitel     | Maltesischer Songtitel      | Platzierung |
| -------- | ---------------------------------- | ------------------------ | --------------------------- | ----------- |
| 01       | Paul Giordimaina                   | One Voice One Heart      | B’vuċi waħda                | -           |
| 02       | Moira Stafrace                     | Love Me Till the End     | In-nies li taf              | -           |
| 03       | William Mangion                    | This Time                | Issa                        | 1.          |
| 04       | Bayzo & Claudette Pace             | You Are My Music         | L’għanja ta ‘ħajti          | -           |
| 05       | Mike Spiteri                       | Ġmiel il-ward u l-mużika | Roses, Stars and Love Songs | -           |
| 06       | Marita, Jon Lukas & Marthese Tanti | Love We Share            | Żommni u ghannaqni          | 2.          |
| 07       | Renato                             | Seems Like Yesterday     | Rajtek                      | -           |
| 08       | Alexander Schembri                 | Woman                    | F’mument                    | 3.          |